# اوکوتیلو (کالیفرنیا)
اوکوتیلو (به انگلیسی: Ocotillo) یک منطقهٔ مسکونی در ایالات متحده آمریکا است که در شهرستان ایمپریال، کالیفرنیا واقع شده‌است. اوکوتیلو ۲۲٫۹۴۱ کیلومتر مربع مساحت و ۲۶۶ نفر جمعیت دارد و ۱۱۵ متر بالاتر از سطح دریا واقع شده‌است.